# Maja Milutinović
Maja Milutinović (in serbo Маја Милутиновић?; Titograd, 2 ottobre 1987) è un'ex cestista montenegrina.

## Carriera
Con il Montenegro ha disputato i Campionati europei del 2011.